# イーロン・マスク (書籍)
『イーロン・マスク』（Elon Musk）は、アメリカ合衆国の実業家でスペースXとテスラCEOのイーロン・マスクの公認伝記本である。CNN、『タイム』、アスペン研究所の幹部を歴任し、ベンジャミン・フランクリン、アルベルト・アインシュタイン、スティーブ・ジョブズ、レオナルド・ダ・ヴィンチらの伝記をこれまでに手がけてきたウォルター・アイザックソンが執筆した。2023年9月12日にサイモン&シュスターより出版された。日本語版は2023年9月13日に文藝春秋より上下巻分売で出版された。

## 背景
2021年8月にイーロン・マスクはアイザックソンが自身の伝記を執筆中であることを初公表した。マスクはアイザックソンが「これまでの数日間」で自身を追っていたことを明かした。
アイザックソンはその後2年間にわたってマスクを追い続け、スペースXとテスラの工場を訪れ、取締役会にも出席した。この本はマスクとその家族、友人、同僚、敵対者たちとの数時間に及ぶインタビューの成果である。
アイザックソンはマスクが「演劇中毒」だと書いている。マスクがTwitterを買収し、新たなAI会社の経営を決定した際にアイザックソンはその場に同席していた。マスクはウクライナのミハイロ・フェドロフ大臣からのメッセージを共有しており、その一部がこの本に掲載されている。アイザックソンは後にインタビューで「イーロンはとても気まぐれな人物だが、本に何も載せるなと言ったことは一度もなかった」と述べた。

## 内容
この本で明らかとなったことの1つに2022年のロシアのウクライナ侵攻の際にマスクがウクライナ無人機へのスターリンクのアクセスを無効にするように命じ、クリミアのロシア軍艦への攻撃を阻止した件がある。しかしながらマスクはこの疑惑を否定し、その地域の衛星はもともと有効ではなかったと述べた。

## 評価
出版に先立ってこの本はAmazonのベストセラーリストの上位にランクインした。
『ニューヨーク・タイムズ』の批評家のジェニファー・サライは「アイザックソンは（中略）強迫観念にとらわれた忍耐強い記録者であるが、マスクに関しては彼は時として忍耐強すぎるように見えることがある」と評した。
『ロサンゼルス・タイムズ』のブライアン・マーチャントはアイザックソンの「偉人伝」の形式が非常に時代遅れてあると批判し、マスクを「気分屋だが優秀な世界を動かした人物」として執拗に仕立て上げていることを問題視し、「著者は不名誉な個人的逸話を発掘し、対象の残酷な能力についての物語を共有する。その代わりに対象の偉大さは推定として扱われる」と書いた。
『ガーディアン』のゲイリー・シュテインガートはこの本を「退屈で洞察力を欠いたドアストッパー」と評し、著者を「私はアイザックソンの判定力を低く評価している。ワクチン懐疑論者のジョー・ローガンは『博識』だ。マスクがサンフランシスコでTwitterのサインから『w』を外したのは『tit』が本質的に面白いからで、マスクのユーモアには『色々な面』がある。マスクのほとんどお笑いといえるほどドジなX（旧Twitter）のCEOのリンダ・ヤッカリーノは『恐ろしく賢い』」と批判した。
『Vox』のコンスタンス・グレディもこの本に批判的であった。彼女はこの本は「厳密にはルポタージュ本」であり、「（アイザックソンの）取材は厳格で執念深い」と書いた一方で「すべて間違った質問がされている」と指摘した。
『ザ・ニューヨーカー』のジル・ルポアは「この新たな伝記本は地球上のほぼ誰よりも大きな力を振るっているが、ヒューマニティそのものから疎外されているように見える男が描かれている」と評した。ルポアはこの本の結末に注目し、「読んでいて不愉快になる」と感じた: